# Willem Neve

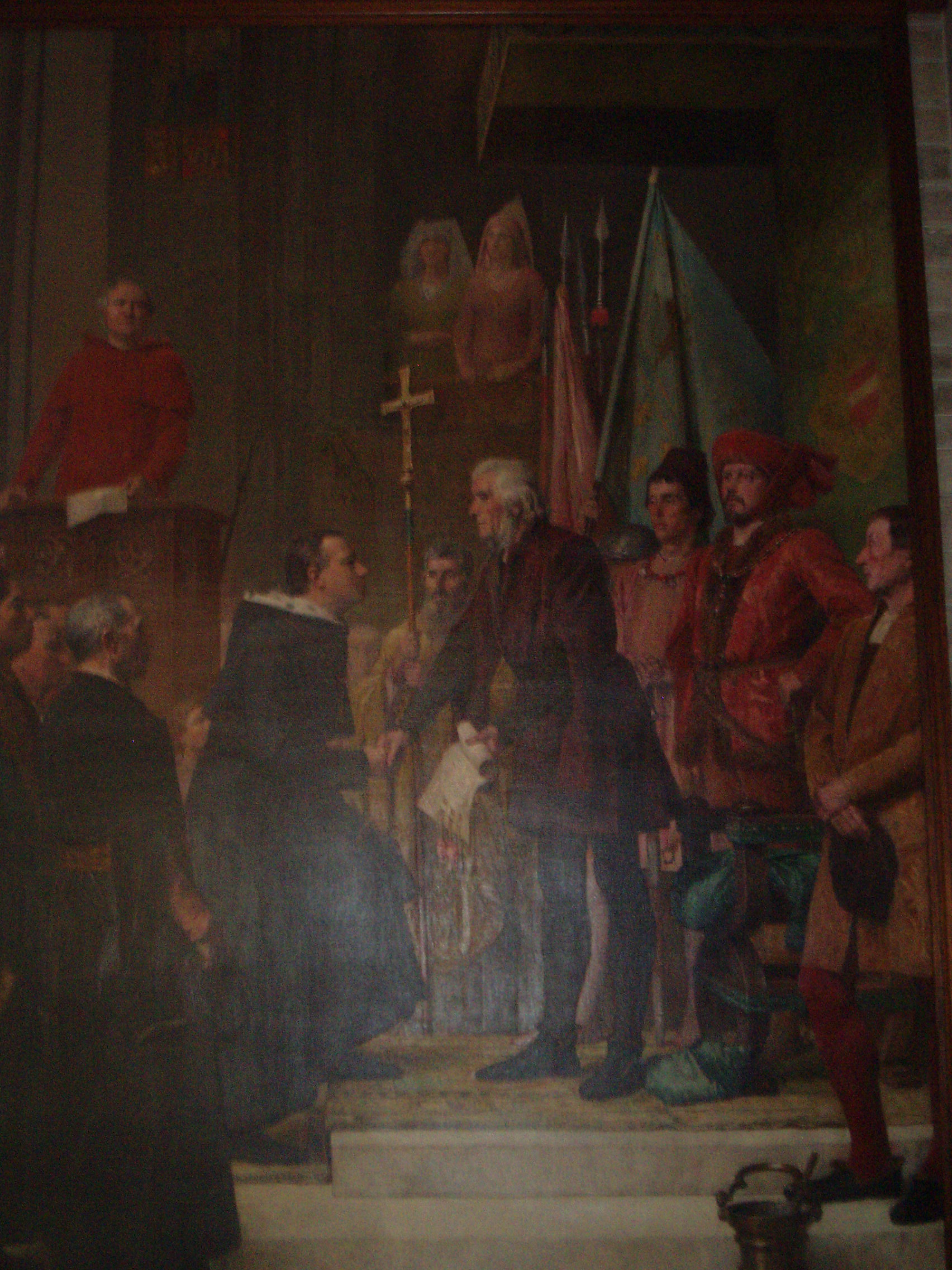
Opening van de Leuvense universiteit (1426) met de pauselijke stichtingsbullen (1425). Ceremonie in de Sint-Pieterskerk in Leuven, waarbij Willem Neve geknield zit. Schilderij van André Hennebicq in het stadhuis van Leuven.

Willem Neve of Guillaume Neeffs, of Wilhelmus Nepotis (hertogdom Brabant, eerste helft 15e eeuw) was de eerste rector (1426-1427) van de Universiteit van Leuven, de oudste universiteit in de Nederlanden.

## Levensloop
Geboortedatum en sterfdatum van Neve zijn onbekend.
Wanneer hertog Jan IV van Brabant besliste een universiteit in Brabant te stichten, werd Neve vermeld als iemand uit de delegatie van Leuven om de universiteit in de stad Leuven te krijgen. Neve was van opleiding magister in de Zeven vrije kunsten en baccalaureus in canoniek recht. Hij werkte als scholaster aan de kapittelschool in Leuven. De school was verbonden aan het kapittel van de Sint-Pieterskerk. In deze functie had hij dus een centrale rol in het onderwijs in Leuven en omstreken. Neve had goede connecties in Rome. Hij kende er curialisten en medewerkers van de pauselijke kanselarij. De stad Leuven betaalde zijn reis naar Rome, waarbij hij de vier pauselijke bullen ophaalde die de stichting van de universiteit vastlegden. Paus Martinus V ondertekende ze op 9 december 1425. Neve reisde daarna terug van Rome naar Brabant.
Op zaterdag 7 september 1426 vond de openingsplechtigheid van de Universiteit van Leuven plaats in de Sint-Pieterskerk. Hertog Jan IV was hier niet aanwezig. Neve werd de eerste rector van de universiteit. Hij stopte zijn ambt van scholaster, wat betekende dat de kapittelschool gesloten werd. Paus Martinus V had hem voor 5 jaar aangesteld tot rector, maar Neve gaf te kennen af te treden eens de statuten van de universiteit rond waren. Hij leidde de onderhandelingen met de drie instanties die bevoegdheden, fiscale inkomstenen en macht moesten afstaan aan de universiteit. De Latijnse termen waren cessio, translatio en resignatio. Dit betekent letterlijk: afstand (doen), overdracht (van bevoegdheden) en ontslag (uit bepaalde ambten) ten voordele van de universiteit. De drie instanties waren de hertog van Brabant (in feite, zijn adviseurs), de stad Leuven, de financier van de universiteit, en het kapittel van de Sint-Pieterskerk. Neve bekwam de drie toestemmingen en trad af als rector in 1427.
Van de drie overheden die hun akkoord gaven, ging er toch één in proces tegen de universiteit. Dat was het kapittel. Er ontstond een zwaar dispuut tussen Neve en het kapittel. Leuven viel in de middeleeuwen onder het bisdom Luik (dat een groter gebied besloeg dan het prinsbisdom Luik). Bisschop Jan van Heinsberg ging in proces in Rome tegen de universiteit, omwille van het financieel verlies opgelopen door zijn kapittel in de stad. De bisschop dreigde bovendien met excommunicatie van het hele kapittel omwille van hun snelle goedkeuring van de universiteit. Neve en medestanders organiseerden hun verweer, waarbij de bisschop van Luik moest inbinden (1432).